# Belle Hélène
Belle Hélène is een nummer van de Nederlandse band Doe Maar. Het nummer werd uitgebracht op hun derde studioalbum Doris Day en andere stukken uit 1982. In september 1984, vijf maanden na het uit elkaar gaan van de band, werd het nummer alsnog uitgebracht op single.

## Achtergrond

### Tekst
Belle Hélène is geschreven door zanger en toetsenist Ernst Jansz. De tekst van het nummer gaat over een man die het bed deelt met een meisje dat eruitziet als "minstens zeventien". In een interview met het tijdschrift Hotspots vertelde Jansz dat dit volgens hem zijn grootste hit was. Ook vertelde hij dat het nummer waargebeurd was.

### Single-release
In september 1984, vijf maanden nadat Doe Maar uit elkaar was gegaan, verscheen Belle Hélène op het compilatiealbum 5 Jaar – Het complete overzicht. Tevens werd het voor het eerst uitgebracht op single. De plaat werd regelmatig gedraaid door dj Frits Spits en producer-invaller Tom Blomberg in het populaire radioprogramna De Avondspits op Hilversum 3, maar behaalde desondanks géén notering in de destijds drie landelijke hitlijsten op de nationale publieke popzender (de Nederlandse Top 40, Nationale Hitparade en de TROS Top 50. De plaat bleef steken in de toentertijd "Bubling Under" van de Nationale Hitparade.. Ook in de Europese hitlijst op Hilversum 3, de TROS Europarade, werd géén notering behaald.
Ook in België (Vlaanderen) werd géén notering behaald in beide Vlaamse hitlijsten.
Desondanks bleek het een populaire plaat van de band, waarbij deze sinds de editie van december 2000 onafgebroken staat genoteerd in de jaarlijkse NPO Radio 2 Top 2000 van de Nederlandse publieke radiozender NPO Radio 2, met een 294e positie in 2000 als hoogste notering tot nu toe.

### Latere versies
Op het album Versies / Limmen tapes, bestaande uit twee ep's, staan twee nieuwe versies van Belle Hélène. De eerste versie werd, zonder de leden van Doe Maar, opgenomen door de rapgroep The Opposites, die het nummer een jaar later ook op hun eigen album Slapeloze nachten zetten. Op de tweede versie, die wel door de band zelf werd opgenomen, werd het ska-arrangement van de originele opname vervangen door een rustiger reggae-ritme. In 2017 maakte Jansz zelf een nieuwe versie van het nummer voor zijn album De Neerkant, waarbij het is opgenomen in een folkversie. Deze versie is spontaan en in een take opgenomen.

## NPO Radio 2 Top 2000
| Nummer met noteringen in de NPO Radio 2 Top 2000 | '00 | '01 | '02 | '03 | '04  | '05  | '06  | '07  | '08  | '09  | '10  | '11  | '12 | '13 | '14  | '15 | '16 | '17 | '18 | '19 | '20 | '21 | '22 | '23 | '24 |
| ------------------------------------------------ | --- | --- | --- | --- | ---- | ---- | ---- | ---- | ---- | ---- | ---- | ---- | --- | --- | ---- | --- | --- | --- | --- | --- | --- | --- | --- | --- | --- |
| Belle Hélène                                     | 294 | 841 | 771 | 889 | 1012 | 1091 | 1176 | 1186 | 1045 | 1165 | 1229 | 1015 | 530 | 795 | 1089 | 939 | 876 | 811 | 926 | 928 | 860 | 710 | 516 | 456 | 640 |

1. ↑  Een vetgedrukt getal geeft de hoogste notering aan.
2. ↑  2000 was het eerste jaar met een notering voor dit nummer.